# Alsodes pehuenche
La ranita del Pehuenche (Alsodes pehuenche) es una especie de anfibio de la familia Alsodidae endémica de Argentina y Chile que habita entre las rocas de arroyos de deshielo en la cordillera de los Andes. Su renacuajo fue descrito brevemente como perteneciente a Alsodes montanus, pero luego fue reasignado a esta especie.

## Características
La especie, de alrededor de 5-6 cm de largo hocico-cloaca, se caracteriza por un cuerpo voluminoso y extremidades robustas, especialmente las patas anteriores de los machos. Las patas posteriores de ambos sexos presentan membranas interdigitales que les permiten nadar, ya que es una especie de hábitos acuáticos. Los machos adultos poseen pliegues de piel suelta a ambos lados del cuerpo y detrás de los muslos y presentan parches pectorales con espinas queratinizadas de color negro, así como espinas queratinizadas en los dedos de los miembros anteriores, con fines reproductivos.

## Distribución geográfica
En Argentina esta especie se conocía hasta el 2022 para varios arroyos en el Valle de Pehuenche (WGS 84, 35,97º S, 70,38º W, 2523 m asl), en el Departamento de Malargüe, Provincia de Mendoza, la mayoría atravesados por la Ruta Nacional 145, cerca de la frontera internacional con Chile. Recientemente se han descubierto nuevas localidades con presencia de la ranita: Cajón del Guanaco, Veranada del Callao y Rial Moreno y alrededores, todas en el Departamento de Malargüe. En Chile se conoce para la Región del Maule, en arroyos cercanos a la frontera con Argentina, en arroyos cerca de la Laguna del Maule (dentro de los 5 km en línea recta desde la frontera con Argentina), y en el Cajón de Lo Aguirre (Lo Aguirre Grande y Lo Aguirre Chico), sistema hídrico no conectado directamente con la Laguna del Maule. Así, sus poblaciones se ubican en una franja alrededor de los 36° de latitud Sur, entre los 70°24’ y 70°36’ de longitud Oeste, y a una altitud comprendida entre los 2.150 y 2.825 metros sobre el nivel del mar.
Debido a sus hábitos acuáticos, solo ocupa arroyos y charcas en las vegas, por lo que su área de ocupación es probablemente mucho menor que su extensión de ocurrencia. Si bien algunos reportes estiman que el área de ocupación es de 32 km² (cálculos basados en grillas de 4 x 4 km), actualmente cálculos más precisos tomando grillas de 10 m x 10 m estiman un área de ocupación de 4.82 km². Según la distribución actual conocida, la extensión del área de ocurrencia se calcula en 497.9 km².
Es importante tener en cuenta que hay una disminución continua en la disponibilidad de hábitats a ser ocupados por la especie.

## Hábitat y ecología
La especie vive en arroyos y pozas de agua dulce provenientes de deshielo inmersos en vegas de altura. El agua es transparente, con un pH relativamente neutro y concentraciones muy altas de oxígeno disuelto.
Los huevos son depositados en masas, con una capa de gelatina rodeando cada huevo individualmente. Estas masas se han encontrado al comienzo de la temporada de actividad (diciembre) en los márgenes de los arroyos con cobertura vegetal o bajo piedras de superficie plana, siempre cubiertos por agua. El desarrollo larval es prolongado, pasando al menos cuatro inviernos en estadio de renacuajo hasta completar la metamorfosis. Los renacuajos son relativamente grandes y pigmentados y pueden encontrarse en grupos en los remansos de los arroyos, donde coexisten distintas cohortes (nacidos en diferentes años).
Los adultos sólo están activos en los meses de verano, ya que durante gran parte del año (mayo a noviembre) el área permanece cubierta de nieve. Durante el día se refugian en galerías (que pueden llegar a más de un metro de profundidad) dentro de los cuerpos de agua. A veces estas cuevas son ocupadas por más de un ejemplar. La actividad es nocturna, a pesar de las bajas temperaturas imperantes en el área de distribución. Las vocalizaciones son débiles y se han registrado al atardecer, de individuos ubicados en las cavidades de los márgenes de los arroyos.

## Población
Un estudio realizado en Argentina en enero del 2008 registró 350 individuos maduros y juveniles y aproximadamente 1000 renacuajos a lo largo de cuatro arroyos, estimando una población de 500 individuos para el Paso Pehuenche. En diciembre de 2008, los cursos de dos de estos arroyos fueron modificados por el trabajo de pavimentación, con el consiguiente secado de los cursos de agua originales causando la mortalidad de los individuos, incluidos los individuos metamorfoseados y los renacuajos en diferentes etapas de desarrollo (cerca 25% de la población total). Posteriormente (a partir de 2016) se han encontrado nuevos arroyos ocupados por la especie (aumentando el tamaño poblacional) pero también nuevos eventos de mortalidad ocasionados por desecación de charcas, desaparición de sitios reproductivos por el pisoteo y la defecación del ganado, deshidratación por la construcción de un cordón y cámaras de filtración. Es decir, no se conoce el número de individuos que componen la población en Argentina.
En Chile, sin embargo, los investigadores reportan que es relativamente fácil encontrar individuos, lo que sugiere una alta abundancia local, tanto cerca de Paso Pehuenche como en Cajón de Lo Aguirre. En el año 2012, se observaron 20 individuos en un período de una hora en menos de 30 metros de arroyo. En otra localidad se observaron 6 individuos en un intervalo de tiempo de 15 minutos a lo largo de 40 metros de arroyo. En 2017, se observaron 25 adultos y algunos renacuajos de tamaño mediano y pequeño en un arroyo cerca de Paso Pehuenche. Sin embargo, en las tres corrientes cercanas a la Laguna del Maule, no se observaron más de 10 adultos y / o renacuajos por sitio. En los dos nuevos sitios en Cajón Lo Aguirre, se observaron más de 25 adultos, muchos juveniles y numerosos renacuajos de diferentes tamaños por sitio. Todos los sitios fueron explorados en 2017, con un esfuerzo de muestreo de hasta tres horas / sitio. Es importante tener en cuenta que estas observaciones se realizaron por la noche, cuando la actividad de la especie es mayor.
Se considera que la población está severamente fragmentada sobre la base de que al menos el 50% de la población está en parches aislados y fragmentados y la especie tiene una baja capacidad de dispersión, asumida por su pequeño tamaño, supuesta fidelidad del sitio, fuerte dependencia del agua, de modo que no sea posible moverse entre parches.
Se realizaron análisis de genética de poblaciones en 2017, en siete sitios en Chile, con un total de 152 muestras individuales no invasivas. Se utilizaron dos marcadores genéticos diferentes (de ambas partes del genoma): ADN mitocondrial (región de control) y 26 fragmentos de microsatélites. El análisis de ADN muestra valores extremadamente bajos de diversidad genética a nivel intrapoblacional. Los datos de ADN muestran solo tres variantes y sugieren que todas las localidades conocidas de la especie en Chile pueden considerarse como una población biológica. El análisis de microsatélites respalda la hipótesis de baja diversidad genética a nivel de intrapoblación sugiriendo dos unidades genéticas, la corriente de Cajón Lo Aguirre y las corrientes cercanas a la Laguna del Maule y Paso Pehuenche. Queda por evaluar si existe una separación genética entre localidades en las laderas andinas occidentales (Chile) y las laderas andinas orientales (Argentina). Por lo tanto, es necesario comparar estos resultados con las subpoblaciones de esta especie en Argentina, y llevar a cabo más exploraciones al norte y al sur de su distribución para identificar subpoblaciones adicionales.
Puede haber una subpoblación adicional de esta especie a 60 km al sur del Valle de Pehuenche, Cajón de Plaza en Chile. Las secuencias mitocondriales identifican a estos individuos como pertenecientes tanto a esta especie como a Alsodes hugoi, a pesar de parecerse a esta especie. Puede ser una población híbrida, sin embargo, se requiere más trabajo taxonómico para confirmar su identidad.

## Amenazas
Su principal amenaza está asociada a la pavimentación de la ruta internacional que une Argentina y Chile, el pisoteo del ganado vacuno, y la introducción de la trucha arcoíris, una especie invasora y depredadora, en los arroyos en los que vive. También la contaminación por residuos no biodegradables y las actividades turísticas implican amenazas, especialmente en la población cercana al Paso Pehuenche. 
Obras de pavimentación de la ruta internacional N° 145 (lado argentino): las obras llevadas a cabo han producido el desvío de los arroyos llevando a la muerte de larvas (nacidas en distintos años) y adultos por desecación. Además, un cordón construido para evitar que la sal utilizada para el derretimiento de nieve en el asfalto llegue a los arroyos, provocó la muerte de adultos que intentaban cruzar la ruta.
El ganado vacuno produce alteración del hábitat (contaminación y alteración de los cursos de agua, eliminación de sitios reproductivos).
Especies exóticas invasoras: se han encontrado trucha arco iris Oncorhynchus mikyss en los arroyos habitados por la especie que contenían ranitas del Pehuenche en sus estómagos y se han observado eventos de depredación de larvas por la trucha marrón Salmo trutta.
Contaminación por residuos no biodegradables: los encuentros argentino-chilenos llevados a cabo anualmente en la frontera dejan importantes cantidades de residuos que se acumulan en los arroyos.
Enfermedades emergentes: se ha detectado la presencia del hongo quitridio Batrachochytrium dendrobatidis en individuos de A. pehuenche, aunque estos individuos no mostraron hasta el momento signos de la enfermedad quitridiomicosis.
Actividades turísticas: el turismo de intereses especiales (montañismo y escalada deportiva) está impulsando indirectamente el desarrollo de proyectos turísticos de alto impacto en la zona. Por ejemplo, del lado argentino se han instalado domos para turistas a sólo metros de los arroyos ocupados por la ranita, sin un estudio de impacto ambiental.
Cambio climático: la disminución en las precipitaciones níveas registradas en los últimos años ha provocado una disminución e interrupción del caudal de los arroyos que habita la especie.

## Estado de conservación
Esta especie no se encuentra en ningún área protegida. Los intentos de establecer un parque nacional o reserva natural protegida fracasaron por oposición del sector minero y del intendente de Malargüe, Juan Antonio Agulles, en 2014. 
Actualmente este anfibio se encuentra catalogado como especie en peligro crítico de extinción por la Unión Internacional para la Conservación de la Naturaleza (IUCN), "En Peligro" (la máxima categoría de amenaza) por la Asociación Herpetológica Argentina (AHA), y "En Peligro crítico" por el Ministerio del Ambiente de Chile.
Estas categorías fueron asignadas teniendo en cuenta su extensión de ocurrencia, la población fragmentada, la disminución continua en su Área de Ocupación y disminución de la calidad de su hábitat.
Desde 2007 hasta la fecha, las autoridades ambientales argentinas han sido informadas sobre el riesgo de extinción de esta rana como resultado de la pavimentación del camino, y se han propuesto acciones de mitigación. Se estableció un programa de monitoreo para controlar la calidad del agua, así como los exámenes regulares del hongo quitridio para determinar su efecto potencial en esta especie. Sin embargo, este programa se interrumpió debido a la falta de fondos y el compromiso de las autoridades de la provincia de Mendoza. 
En el año 2017 la especie fue incluida en el Programa Extinción Cero del Ministerio de Ambiente y Desarrollo Sostenible (MAyDS) de la Nación (Argentina), que tiene como objetivo fortalecer las acciones y políticas para la conservación de especies en estado crítico que se encuentran distribuidas en diversas ecorregiones de la Argentina. El programa financió la realización de un estudio centrado en la distribución geográfica, presencia de patógenos y evaluación del estado de las poblaciones, así como de las acciones de conservación necesarias y divulgación. La inclusión de esta especie en el programa representó una acción sin precedentes, ya que desde el Estado nacional nunca se habían desarrollado acciones relevantes en pos de la conservación de los anfibios nativos. El estudio fue realizado por la Asociación para la Conservación de la Diversidad Biológica Argentina (BIOTA) e investigadores de CONICET.
En el año 2018 (resolución 623/2018 del Concejo Deliberante de Malargüe) A. pehuenche fue declarada como monumento natural departamental en el departamento de Malargüe (Mendoza), proyecto presentado por el concejal Martín Palma.